# 港島專綫小巴58M線
港島專綫小巴路線58M，由進智公交旗下新興運輸有限公司（客運營業證編號7950C）營辦，來往堅尼地城站及貝沙灣（南灣），途經摩星嶺及大口環。

## 歷史
運輸署建議港島專綫小巴58線在西港島綫通車後增辦循環往返Template:Btr及數碼港的全日短程服務。在2013年11月的修訂建議中，有關短程服務獲編號58M，但改為只於星期一至五07:30 - 09:00及17:30 - 19:00提供服務，每20至30分鐘一班。在2014年1月的第三輪建議中，則建議該路線於星期一至五朝七晚七行走。
由於上述建議之下58部份用車將會調往行走短程服務，令短途線未能覆蓋的貝沙灣居民難以登車，該屋苑所屬的南區區議員司馬文遂向當局建議將短程服務延長至貝沙灣南灣，建議後獲當局接納。基於貝沙灣居民擔憂屋苑內設置小巴總站會衍生保安問題，當局遂將貝沙灣總站設於第六期對面的小路，即通往香港動物管理中心的支路。
- 2014年12月29日：因應港鐵西港島綫於2014年12月28日通車，58M線投入服務，卻因當天為星期日，故於29日才投入服務。
- 2015年10月18日：往堅尼地城方向不再途經爹核士街、堅彌地城新海旁、山市街、卑路乍街、北街及石山街，改為直接途經士美菲路南行直接前往總站，以配合堅彌地城新海旁於士美菲路及北街之間改為單向西行。
- 2017年7月1日：增設與九巴旗下的獨營過海巴士路線轉乘優惠，初時為期半年<ref>九龍巴士（一九三三）有限公司，九巴推出多項票價優惠 七月生效]〉［新聞稿］，2017年6月19日。優惠期經過延長，至今仍然生效。
- 2019年12月15日：接受以「易乘碼」繳付車資.

## 用車
根據運輸署《服務詳情表》，此路線共需使用2輛小巴提供服務，並可於58線其中15輛為19座位小巴進行替換。最繁忙一小時每方向合共載客量不少於48人。

## 服務時間及班次
| 堅尼地城站開 | 堅尼地城站開 | 堅尼地城站開 | 貝沙灣（南灣）開 | 貝沙灣（南灣）開 | 貝沙灣（南灣）開 |
| 日期         | 服務時間     | 班次（分鐘） | 日期             | 服務時間         | 班次（分鐘）     |
| ------------ | ------------ | ------------ | ---------------- | ---------------- | ---------------- |
| 星期一至五   | 07:00-09:00  | 12           | 星期一至五       | 07:15-09:15      | 15-20            |
| 星期一至五   | 09:00-17:00  | 30           | 星期一至五       | 09:15-17:15      | 30               |
| 星期一至五   | 17:00-19:00  | 15-20        | 星期一至五       | 17:15-19:15      | 15-20            |

星期六、日及公眾假期不設服務

## 收費
全程：$7.0
- 數碼港道後往堅尼地城站：$5.5
- 沙灣徑後往數碼港道：$5.9
- 摩星嶺徑後往數碼港道：	$3.0

| - 本線設有12歲以下小童及65歲或以上長者半價優惠。 - 65歲或以上香港居民使用「樂悠咭」，以及12歲以下合資格殘疾兒童使用「殘疾人士身份」個人八達通繳付車資，均可享有每程$2.0或半價（以較低者為準）的票價優惠；12至64歲合資格殘疾人士使用「殘疾人士身份」個人八達通（包括「樂悠咭」），以及60至64歲香港居民使用「樂悠咭」繳付車資，均可享有每程$2.0或全費（以較低者為準）的票價優惠。 - 65歲或以上長者如使用長者或一般個人八達通繳付車資，則只可享有半價優惠；12至64歲合資格殘疾人士如不使用「殘疾人士身份」個人八達通，以及60至64歲人士如不使用「樂悠咭」繳付車資，必須繳付全費。 - 乘客可以現金或八達通於上車時付款，不設找續。 - 每位成人乘客可免費攜帶最多兩名4歲以下而不佔座位的兒童乘客乘車，超額之4歲以下小童必須繳付小童車費乘車。 - 九龍巴士、城巴及龍運巴士全職員工及家屬（不包括外判職員）可免費乘搭本路線，惟必須拍職員或職員家屬八達通。 - 乘客亦可使用AlipayHK「易乘碼」、支付寶、WeChatHK／微信支付「搭車碼」、銀聯雲閃付「乘車碼」及BOC Pay「乘車碼」、具有感應式支付功能的VISA、Mastercard及銀聯卡，以及Apple Pay、Google Pay及Samsung Pay流動支付平台繳付車資。使用此支付方式的乘客可享有中途下車之分段收費，以及與其他城巴獨營路線或聯營線城巴班次之轉乘優惠，惟不適用於與非城巴路線之轉乘優惠。乘客亦不能享有「公共交通費用補貼計劃」及「長者及合資格殘疾人士公共交通票價優惠計劃」。 |

### 八達通轉乘優惠
第一程交通工具	第二程交通工具	折扣金額	時限
58M	            港鐵          	$0.3	90分鐘
港鐵	         58M
注意事項：
- 乘客須使用同一張八達通卡以享用上述轉乘優惠。
- 乘客可於任何能夠接駁第二程路線的港鐵站／小巴站享用以上轉乘優惠。
- 港鐵的車程不適用於輕鐵、機場快綫、城際直通車、廣深港高鐵、港鐵巴士及港鐵接駁巴士服務。
- 港鐵轉乘優惠只適用於付費車程。除特別聲明外，全月通加強版、迪士尼綫月票或機場快綫旅遊票的乘客（包括已支付頭等額外費的乘客）於指定港鐵車站乘搭港鐵*並不能享有此項優惠；若全月通加強版、迪士尼綫月票或機場快綫旅遊票乘客乘搭上述指定港鐵車站以外的付費車程，優惠則仍然適用。
- 如乘客剛以同一張八達通享用機場快綫「免費港鐵接駁」，則不可同時享有港鐵轉乘優惠。
- 如「港鐵特惠站」及「港鐵轉乘優惠」同時適用，乘客只可享有較高優惠的其中一項。
- 於指定港鐵站轉乘部分專綫小巴路線，可享有更高優惠額。
- 詳情請參閱港鐵網頁。